# 利博霍拉 (斯特雷區)
48°53′46″N 23°30′46″E / 48.89611°N 23.51278°E

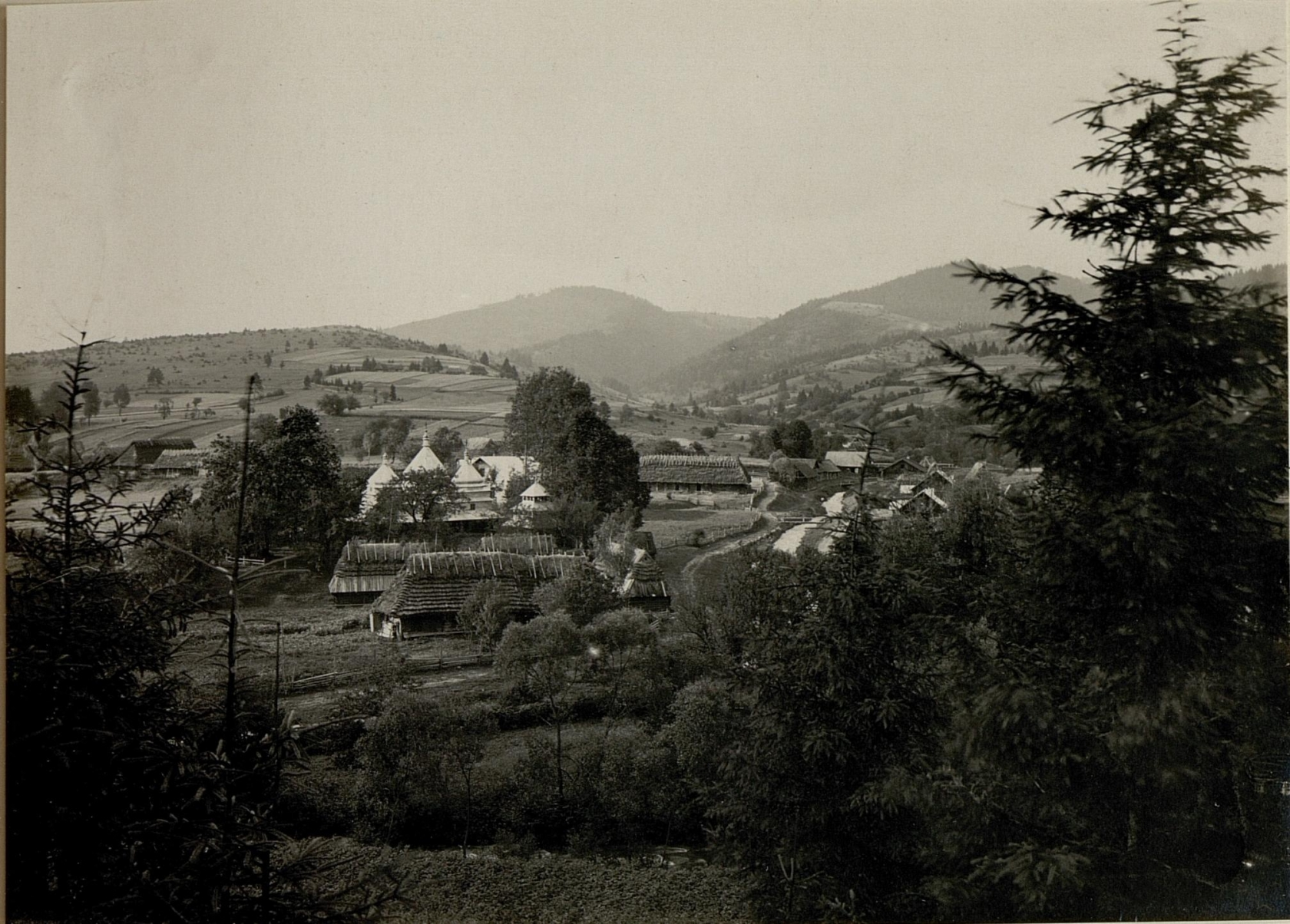
1915年时的利博霍拉

利博霍拉（烏克蘭語：Либохора），是烏克蘭的村落，位於該國西部利沃夫州，由斯特雷區斯拉夫斯科市镇負責管轄，處於齊赫拉河畔，始建於1300年，面積1.46平方公里，海拔高度589米，2001年人口918。